# Санті (Небраска)
Санті (англ. Santee) — селище (англ. village) в США, в окрузі Нокс штату Небраска. Населення — 424 особи (2020).

## Географія
Санті розташоване за координатами 42°50′19″ пн. ш. 97°50′58″ зх. д. / 42.83861° пн. ш. 97.84944° зх. д. (42.838692, -97.849471).  За даними Бюро перепису населення США в 2010 році селище мало площу 1,46 км², уся площа — суходіл.

## Демографія
Згідно з переписом 2010 року, у селищі мешкало 346 осіб у 100 домогосподарствах у складі 80 родин. Густота населення становила 237 осіб/км².  Було 117 помешкань (80/км²).
Расовий склад населення:
| - 92,5 % — корінних американців - 2,9 % — білих |

До двох чи більше рас належало 4,3 %. Частка іспаномовних становила 7,5 % від усіх жителів.
За віковим діапазоном населення розподілялося таким чином: 45,4 % — особи молодші 18 років, 51,4 % — особи у віці 18—64 років, 3,2 % — особи у віці 65 років та старші. Медіана віку мешканця становила 21,8 року. На 100 осіб жіночої статі у селищі припадало 91,2 чоловіків;  на 100 жінок у віці від 18 років та старших — 85,3 чоловіків також старших 18 років.
Середній дохід на одне домашнє господарство  становив 25 705 доларів США (медіана — 17 143), а середній дохід на одну сім'ю — 31 378 доларів (медіана — 20 000). Медіана доходів становила 25 000 доларів для чоловіків та 23 438 доларів для жінок. За межею бідності перебувало 50,9 % осіб, у тому числі 54,3 % дітей у віці до 18 років та 46,7 % осіб у віці 65 років та старших.
Цивільне працевлаштоване населення становило 98 осіб. Основні галузі зайнятості: освіта, охорона здоров'я та соціальна допомога — 45,9 %, публічна адміністрація — 16,3 %, мистецтво, розваги та відпочинок — 8,2 %, оптова торгівля — 6,1 %.